# Lucien Daubrée
Pour les articles homonymes, voir Daubrée.
Lucien Daubrée (nom de naissance : Louis Alfred Lucien Daubrée), né le 26 mai 1844 à Nancy et mort le 16 décembre 1921, est un ingénieur forestier français, qui a été directeur général des Eaux et Forêts et est l'auteur d'un travail statistique important (premier inventaire forestier national).

## Biographie
Lucien Daubrée, né en 1844 à Nancy dans une famille de négociants, étudie au lycée Henri-Poincaré. En 1865, alors âgé de 21 ans, il est admis à l'École nationale des eaux et forêts et en sort en 1868.
Il exerce pendant 16 ans en Meurthe-et-Moselle avant d'être affecté à l'administration centrale.
Gradé militaire, il est mobilisé pour la guerre de 1870 ; la France perd alors l'Alsace et la Lorraine, régions riches en forêts.
De retour sur le terrain, il franchit différents échelons hiérarchiques pour être nommé en 1886 à l'administration centrale,
On lui confie une mission en Tunisie qui lui donne la possibilité de prendre des initiatives : connaître les forêts locales, établir un service forestier, restaurer les peuplements, remédier à l'érosion
On lui confie la direction du personnel en 1887, et l'intérim de la direction des forêts à la suite de la mise en retraite d'Henri Gabé (1816-1914) en octobre 1887 puis en janvier 1888 il devient directeur de l'administration des forêts. La même année, l’École forestière de Nancy devient une école d’application de l’Institut agronomique de Paris, ce que Lucien Daubrée doit faire accepter, difficilement au personnel enseignant.
C'est lui qui fait en sorte, en 1898, que l'Administration des forêts puisse retrouver le nom que Colbert lui avait initialement donné : Direction des Eaux et Forêts.
En 1911, juste avant sa retraite, il devient le premier directeur général des eaux et forêts du fait du rapprochement des services hydrauliques et sylvicoles. Léon Dabat (1859-1931) lui succède à la tête de l'administration des Eaux et Forêts en octobre 1911, jusqu'en juillet 1921. 
Il a aussi été membre de l'Académie d'agriculture de France et reçoit le titre de directeur général honoraire des Eaux et Forêts à sa mise à la retraite.
Il meurt le 16 décembre 1921, âgé de 77 ans.

## Son œuvre
Il est notamment connu pour avoir créé :
- la xylothèque de l'École forestière de Nancy[8]
- l'arboretum d'Amance (en 1900)
- le premier inventaire forestier national dit « Enquête Daubrée », publié en 1912 (statistiques de 1908).

Cet inventaire, en complément des cartes d'État-Major est encore utilisé par les historiens de la forêt, les géographes ou les écologues et forestiers intéressés par l'évolution des milieux boisés et forestiers afin notamment de mieux comprendre le passé récent de la forêt française, et notamment pour mieux préparer son avenir.

## Distinctions
- Commandeur de la Légion d'honneur (23 janvier 1901)[11]